# Groß Gleidingen
Groß Gleidingen ist ein Ortsteil der Gemeinde Vechelde im Landkreis Peine in Niedersachsen.

## Geografie

### Geografische Lage
Groß Gleidingen liegt im Flachland der Braunschweig-Hildesheimer Lößbörde im Übergangsbereich zwischen den Ausläufern des nördlichen Harzvorlandes und dem Norddeutschen Tiefland. Groß Gleidingen wird im Westen vom Stichkanal Salzgitter und im Süden durch die Bahnstrecken Hannover–Braunschweig und Hildesheim–Groß Gleidingen begrenzt.

### Nachbarorte
| Denstorf             | Klein Gleidingen                            |                          |
| Sonnenberg           | Kompassrose, die auf Nachbargemeinden zeigt | Timmerlah (Braunschweig) |
| Üfingen (Salzgitter) |                                             | Stiddien (Braunschweig)  |

## Geschichte

### Geschichte des Ortsteils
Groß Gleidingen wird bereits im 9. Jahrhundert als „Sudergletinge“ urkundlich erwähnt, später auch als „Gledinge“ (1195), „Snitgledinge“ (1260) und „Groten Gleon“ (1570).
Erste namentliche Nennung findet Groß Gleidingen in einem Güterverzeichnis des Klosters Fulda aus dem 9. Jahrhundert. Erwähnt wird darin die Schenkung eines gewissen Odiltag und seiner Gattin Wentelsuvint an das Kloster Fulda um das Jahr 780. Dort werden 20 Güter des Liergaus genannt, darunter Sudergletinge, wahrscheinlich Groß Gleidingen.
Um 1440 wurde Groß Gleidingen mit weiteren zehn Dörfern des Fürstentums Braunschweig-Wolfenbüttel zum Verwaltungs- und Gerichtsbezirk „Amt Eich“ oder auch „Zur Eiche“ zusammengefasst. Das Amt umfasste das Gebiet westlich der Stadt Braunschweig, von der Braunschweiger Landwehr bis etwa zum Flüsschen Aue. Im Jahr 1501 verpfändete Herzog Heinrich I, genannt der Ältere, die Dörfer des Amts an die Stadt Braunschweig, unter deren Verwaltung sie bis 1671 blieben, als die Epoche der unabhängigen Stadt Braunschweig durch Rückeroberung der Fürsten von Braunschweig-Wolfenbüttel beendet wurde.
Im Jahr 1802 hatte Groß Gleidingen 154 Einwohner in 24 Feuerstellen. Mit dem Fürstentum Braunschweig-Wolfenbüttel wurde Groß Gleidingen 1807 in das von Napoleon geschaffene Königreich Westphalen eingegliedert. Nach dessen Auflösung im Jahr 1813 gehörte der Ort bis 1918 zum Herzogtum Braunschweig.
Laut dem Vollständigen topographisch-justitiarischen Handbuch der sämmtlichen Deutschen Bundesstaaten von Johann Friedrich Kratzsch zählte Groß Gleidingen 1843 zusammen 24 Häuser mit 143 Einwohnern:
Groß=Gleidingen. – Df., mit Filk. [= Filialkirche] von Denstorf an der Aue. – 24 H. 143 E. – Herz. Braunschweig. – Justizamt Vechelde. – Kreisger. Braunschweig. – Oberlandesgericht Wolfenbüttel.
Mit der Fertigstellung der Bahnstrecke Hannover–Braunschweig im Jahr 1843 wurde der Bahnhof Groß Gleidingen eröffnet. 1888 wurde die etwa 35 km lange Bahnstrecke Hildesheim–Groß Gleidingen eröffnet, die in Groß Gleidingen von der Bahnstrecke Hannover–Braunschweig abzweigt. Seit den frühen 1980er Jahren ist Groß Gleidingen ein reiner Betriebsbahnhof.
Groß Gleidingens Zuordnung zum Landkreis Braunschweig und sein Status als selbstständige Gemeinde endeten am 1. März 1974 im Zuge der Gebietsreform Niedersachsens.

### Dorfbild und Ortsteilentwicklung
Aus einem kleinen Platzdorf, an dessen Ostseite die Kirche steht, entwickelte sich Groß Gleidingen zu einem Haufendorf. Das alte Dorf wird vorwiegend von mitteldeutschen Höfen bestimmt. In den vergangenen Jahrzehnten erweiterte sich der Ort nach Norden und Osten durch Eigenheime und Siedlungshäuser.
In den vergangenen Jahrzehnten wurden im Umkreis des Ortes durch Sand- und Kiesabbau zahlreiche Seen geschaffen, die nach Beendigung der Baustoffgewinnung rekultiviert wurden. Derzeit befindet sich ein Kiestagebau im Nordwesten der Ortschaft in Betrieb.
Die evangelische Groß Gleidinger Kirche liegt in der Ortsmitte. Sie wurde laut Erbregister bereits 1587 erwähnt, muss aber wohl nach einem Brand 1780 grundlegend verändert worden sein. Die kleine Dorfkirche bietet ca. 130 Menschen Platz. Sie wurde 1996 mit Eigenmitteln renoviert und ist Versammlungsraum für die Gemeinde. Viele Veranstaltungen und Treffen finden allerdings auch im in direkter Nachbarschaft liegenden Dorfgemeinschaftshaus, der alten Schule, statt.

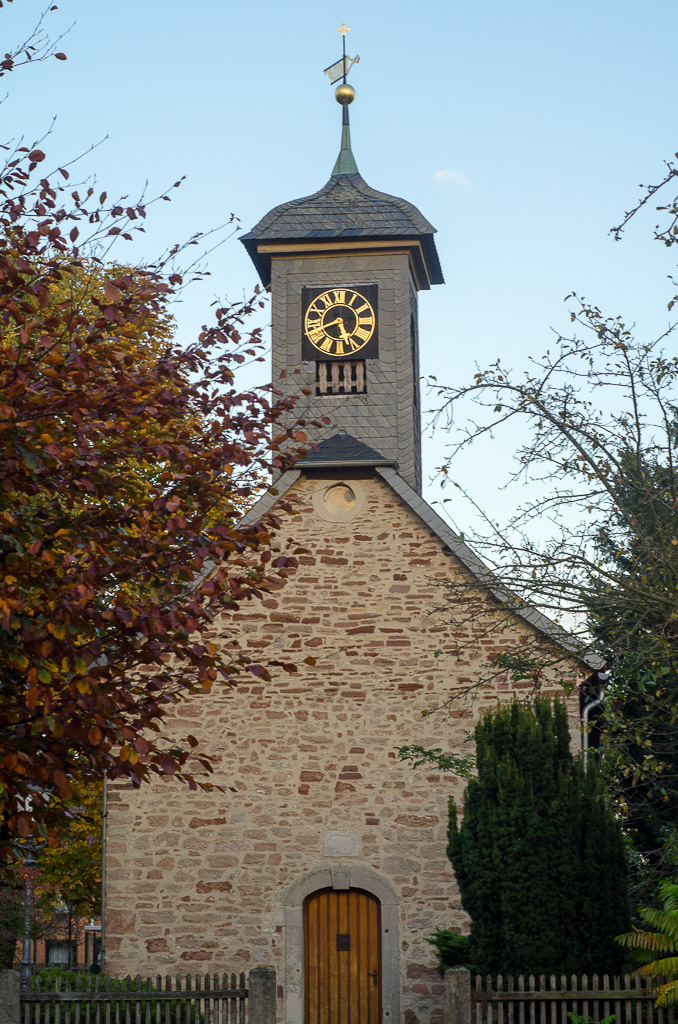
Kirche Groß Gleidingen
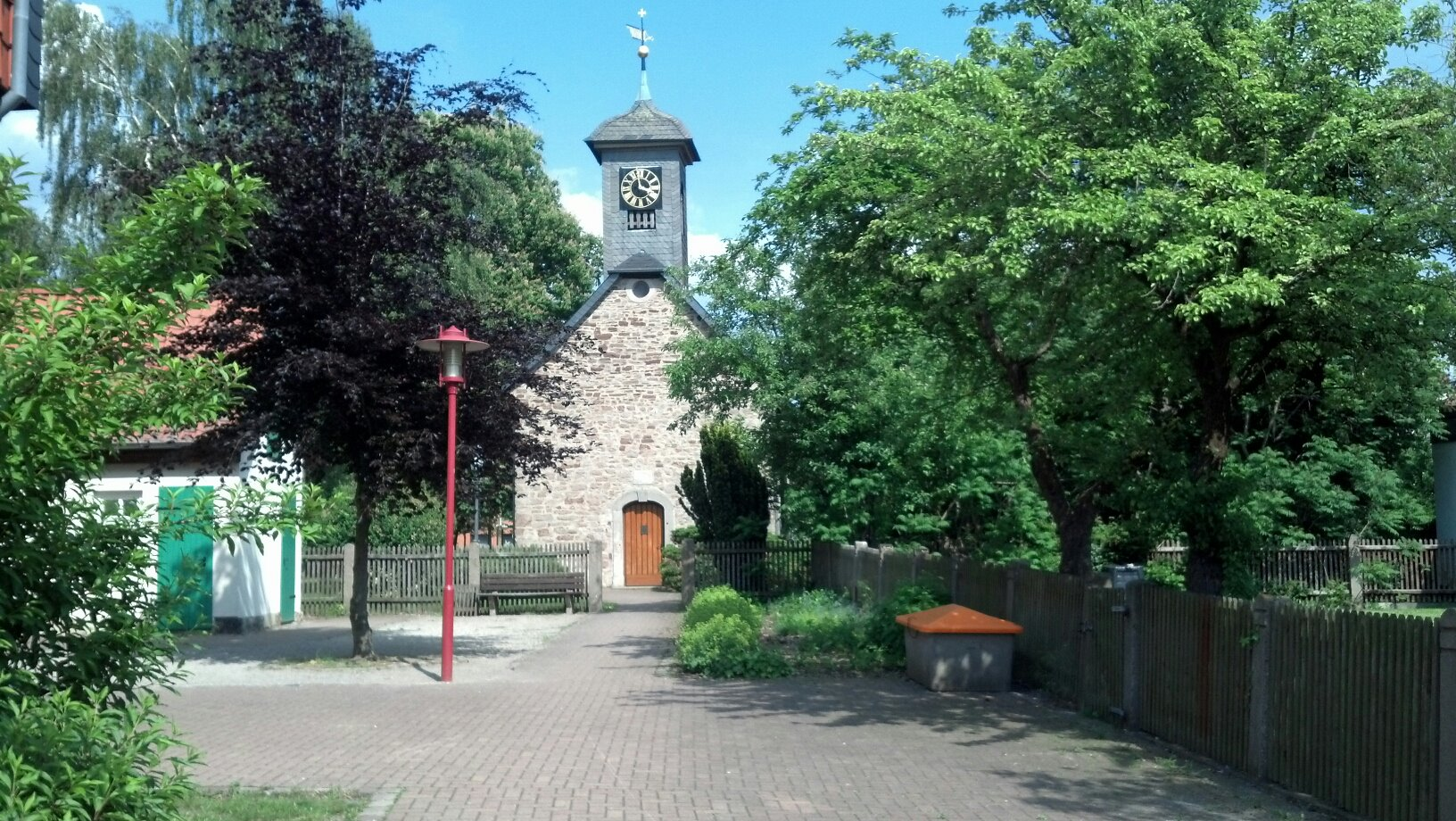
Kirche Groß Gleidingen
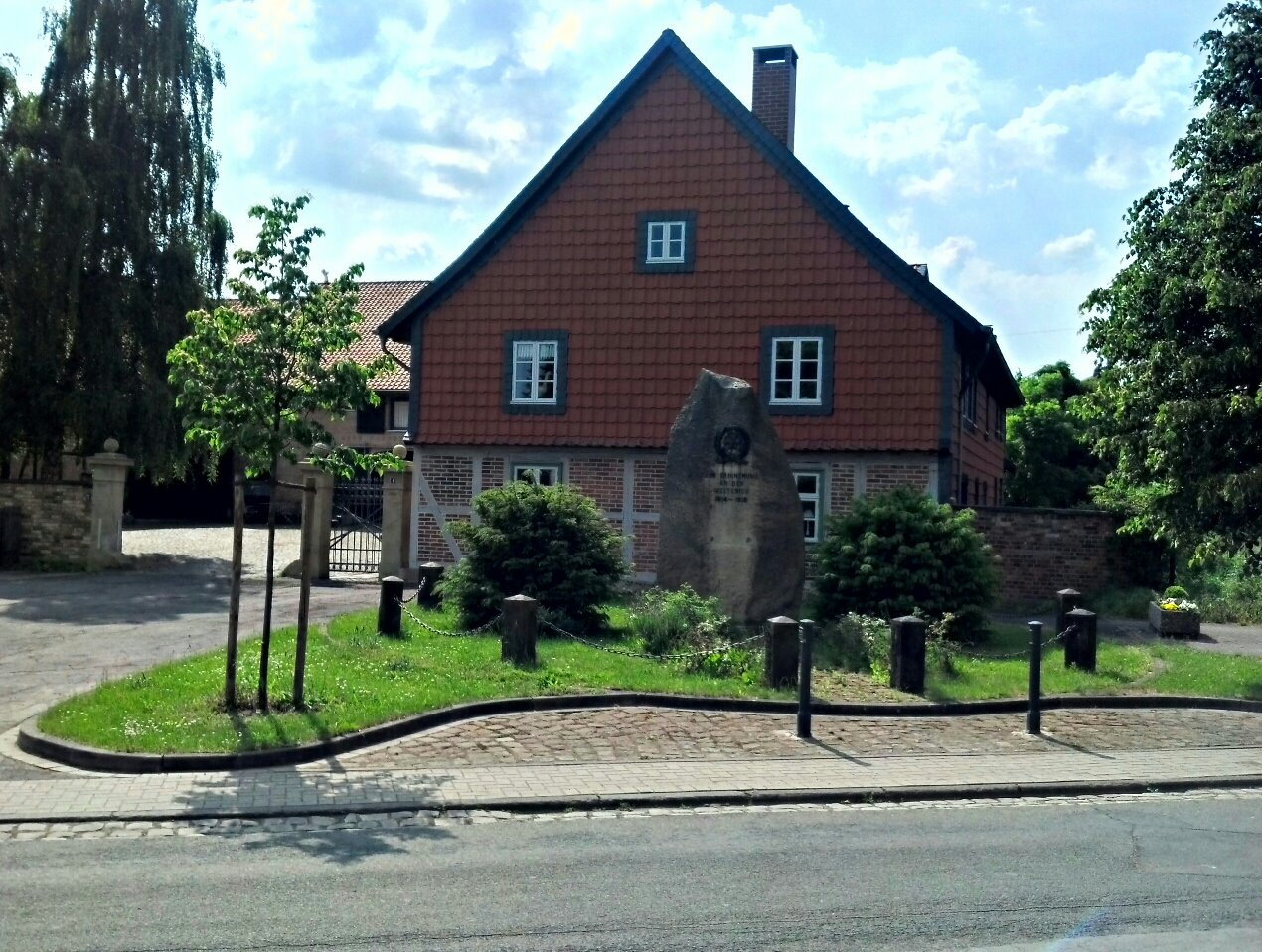
Platz gegenüber der Kirche
Ortseinfahrt aus Richtung Braunschweig-Timmerlah

## Politik

### Ortsrat
Der Ortsrat von Groß Gleidingen setzt sich aus sieben Mitgliedern folgender Parteien zusammen:
| Jahr | SPD | CDU | Parteilose | Gesamt  |
| 2021 | 5   | 2   | -          | 7 Sitze |
| 2016 | 5   | 2   | 1          | 8 Sitze |
| 2011 | 5   | 2   | -          | 7 Sitze |
| 2006 | 5   | 2   | -          | 7 Sitze |

### Ortsbürgermeister
Ortsbürgermeisterin ist Bärbel Kuschnik (SPD). Sie löste im Jahre 2005 ihren Vorgänger Manfred Ehlers (SPD) ab.

### Wappen
Das Wappen zeigt einen durch eine silberne Deichsel dreigeteilten Schild. Das obere Feld ist blau, im linken ist eine blaue Flachsblüte auf goldenem Grund und auf der rechten ein silbernes Horn auf rotem Grund zu sehen. Die Deichsel symbolisiert die örtliche Gabelung der Eisenbahnstrecke von Braunschweig in Richtung Hannover und Hildesheim. Die blaue Blüte erinnert an den großflächigen Flachsanbau, der hier im 17. und 18. Jahrhundert betrieben wurde. Das silberne Horn entstammt dem Wappen der Braunschweiger Patrizierfamilie „von Horneburg“, die hier bischöflich hildesheimische Lehen besaß. Das Horn symbolisiert zudem auch an die Viehhirten des Ortes. Das blaue Feld verdeutlicht durch die Kombination mit Gold die Zugehörigkeit zum Land und dem Landkreis Braunschweig. Die Kombination von Rot und Gold spiegelt die Farben des Stifts Hildesheim wider. Es wurde am 10. Januar 1972 von braunschweigischen Verwaltungspräsidenten genehmigt. Der Entwurf stammt von Wilhelm Krieg.